# Hoodlum
Hoodlum è un film del 1997 diretto da Bill Duke con protagonisti Laurence Fishburne, Tim Roth e Andy García.

## Trama
Nella Harlem degli anni '30 impoverita dalla Grande Depressione, per molti la sola speranza di sopravvivenza è legata ad un'improbabile vincita con la lotteria illegale gestita da Madame Queen. Questo business milionario ingolosisce anche Arthur Flegenheimer, detto Dutch Schultz, gangster ebreo del Bronx disposto a contravvenire al divieto di interferenza sancito dal capomafia Lucky Luciano, pur di appropriarsi del lucroso affare. Contro queste intimidazioni ci sarà il gruppo di fedelissimi di Harlem, guidati dal gangster di colore Ellsworth Johnson, detto Bumpy, che prenderà le redini dell'organizzazione che gestisce la lotteria quando Madame Queen verrà arrestata per frode fiscale. La lotta per la gestione della lotteria tra Bumpy e Dutch sarà spietata e senza esclusione di colpi, e sarà solo con l'aiuto di Lucky Luciano, a cui Johnson dovrà riconoscere una forte tangente, che il gruppo di Harlem avrà la meglio su Schultz.